# Ash Shatrah
Ash Shatrah é uma cidade iraquiana fundada oficialmente em 1881 durante a ocupação do Império Otomano. Porém os primeiros habitantes da região são datados desde 1787,afirmam pesquisadores.As tribos nativas de Shatra sempre combateram contra a dominação otomana,mas o domínio turco durou de 1881 até 1914. 
Após esse período os britânicos ocuparam o Iraque.